# Зоц Ігор Олексійович
І́гор Олексі́йович Зоц (нар. 8 жовтня 1961, с. Малинівка, Покровський район Донецької області) — український журналіст, головний редактор газети «Донеччина» (з 1992). Відповідальний за випуск тижневика «Слово Просвіти» (з травня 2023).
Член Національної спілки журналістів України.

## Життєпис
Закінчив факультет журналістики Київського державного університету імені Тараса Шевченка (1980—1985).
Працював завідувачем відділу Красноармійської міськрайонної газети «Маяк» (09.1979—08.1980). З вересня 1985 року — кореспондент, заступник редактора, головний редактор газети «Радянська Донеччина» (з 1991 — «Донеччина»).
У 2014 році змушений був покинути Донецьк.
З травня 2023 — відповідальний за випуск тижневика «Слово Просвіти».

## Творчість
Автор статей переважно в друкованій пресі.
Співавтор книжки «Наш „Рідний край“» / І. О. Зоц, В. С. Шептуха. — Донецьк: Каштан, 2008. — 448 c.: фотоіл. — ISBN 978-966-427-091-2

## Громадська діяльність
Керівник представництва ВБФ «Журналістська ініціатива» в Донецькій області (з 2015).

## Нагороди, відзнаки
- Лауреат Республіканської премії ЛКСМУ (1985)
- Нагороджений іменним годинником Президента України (2015)[3]
- Відзнака «Симон Петлюра. Журналістика і Державність» (2021)[4]
- Переможець у творчому конкурсі НСЖУ «Інформаційна передова-2022»[5]